# Йохан IX фон Хорн
Йохан IX фон Хорн (на немски: Johann IX von Hoorn; на френски: Jean de Hornes; * 1458, Верт, Нидерландия; † 18 декември 1505, Маастрихт) е нидерландски благородник от рода на графовете на Хорн и епископ на Лиеж (1483 – 1505).

## Произход и духовна кариера
Той е третият син на граф Якоб I фон Хорн († 1488) и съпругата му графиня Мьорс-Сарверден († 1461), дъщеря на граф Фридрих IV фон Мьорс († 1448) и Енгелберта фон Клеве-Марк († 1458), дъщеря на Адолф III фон Марк. Брат е на граф Фридрих фон Хорн († 1486) и граф Якоб II фон Хорн († 1530).
Йохан фон Хорн е през 1574 г. в катедралния капител на Лиеж. През 1480 г. става манастирски пропст в катедралата „Св. Павел“ в Лиеж и архидякон на Хеспенгау, също в „Сент-Денис“ в Лиеж. На 16 октомври 1482 г. капителът на Лиеж го избира за епископ. На 17 декември 1483 г. папа Сикст IV одобрява избора му за епископ. На 7 ноември 1484 г. той влиза в Лиеж. През следващата година на 18 юни 1485 г. Йохан и братята му обезглавяват Вилхелм I фон Марк в Маастрихт.
През февруари 1505 г. Йохан фон Хорн получава мозъчен удар и умира на 18 декември 1505 г. в Маастрихт. Погребан е във францисканската църква в съседния Лихтенберг.